# Antonio Giuseppe Caiazzo
Antonio Giuseppe Caiazzo (ur. 7 kwietnia 1956 w Isola di Capo Rizzuto) – włoski duchowny katolicki, arcybiskup Matery-Irsiny w latach 2016–2025, biskup Tricarico w latach 2023–2025, od 2025 biskup Ceseny-Sarsiny, z zachowaniem tytułu arcybiskupa ad personam.

## Życiorys
10 października 1981 otrzymał święcenia kapłańskie i został inkardynowany do diecezji Crotone. Po krótkim stażu wikariuszowskim w Rzymie otrzymał nominację na proboszcza parafii św. Pawła Apostoła w Crotone. Pełnił jednocześnie funkcje m.in. rektora niższego seminarium, dyrektora diecezjalnego wydziału ds. liturgii oraz wikariusza biskupiego ds. duchowieństwa i życia konsekrowanego.
12 lutego 2016 został mianowany przez papieża Franciszka arcybiskupem metropolitą Matera-Irsina. Sakry udzielił mu 2 kwietnia 2016 biskup Antonio Staglianò.
10 lutego 2023 został administratorem apostolskim diecezji Tricarico, a 4 marca 2023 ten papież mianował go biskupem Tricarico, łącząc diecezję Tricarico unią personalną in persona Episcopi z archidiecezją Matery-Irsiny.
7 stycznia 2025 został mianowany biskupem diecezjalnym Ceseny-Sarsiny, z zachowaniem tytułu arcybiskupa ad personam. Ingres odbył 16 marca 2025.